# Varga Szilvia (színművész)
Varga Szilvia (Komárom, 1966. május 12. –) magyar színésznő.

## Élete és pályafutása
1985–1987-ben a kassai Thália Színpad tagja, 1987-től 1991-ig a Pozsonyi Színművészeti Főiskola növendéke volt. Egy szemesztert (1990) Budapesten a Színművészeti Főiskolán végzett, közben szerepelt a komáromi Jókai Színházban. 1991 őszétől 1994-ig a veszprémi Petőfi Színház tagja, de e emellett Komáromban is tovább játszotta szerepeit. 1995-től a kecskeméti Katona József Színház, majd 2003-tól a Soproni Petőfi Színház szerződtette. 2007-től szabadúszó volt. 2019-2022 között a Veszprémi Petőfi Színház tagja volt. 2022-től a Pesti Magyar Színház színésznője.
Színházi szerepei mellett játszott filmekben, volt rádiós műsorvezető (Fiksz rádió: Ellenkező NEM), és szinkronizál is.
Férje Rancsó Dezső színész, gyermekük Anna Réka (1998).

## Szerepei

### Színházi szerepei
| Szerző                                                      | A darab címe                               | Bemutató dátuma | Színház                                                               | Játszott szerep                          |
| ----------------------------------------------------------- | ------------------------------------------ | --------------- | --------------------------------------------------------------------- | ---------------------------------------- |
| William Shakespeare                                         | Coriolanus                                 | 1985.           | Magyar Területi Színház                                               | ifj. Marcius                             |
| Oldřich Danĕk                                               | Jelentés N. város sebészetéről             | 1986.           | Magyar Területi Színház                                               | I. Nővér                                 |
| Alekszej Tolsztoj, Mosonyi Alíz                             | Aranykulcsocska, avagy Burattinó kalandjai | 1986.           | Magyar Területi Színház Kassai Thália Színpada                        | Burattino                                |
| Marc Camoletti                                              | Leszállás Párizsban                        | 1986.           | Magyar Területi Színház Kassai Thália Színpada                        | Judith                                   |
| Németh László                                               | Bodnárné                                   | 1987.           | Magyar Területi Színház Kassai Thália Színpada                        | Cica, Péter menyasszonya                 |
| Háy Gyula                                                   | Caliguló                                   | 1990.           | Komáromi Jókai Színház                                                | Clodia                                   |
| Weöres Sándor                                               | Holdbéli csónakos                          | 1990.           | Komáromi Jókai Színház                                                | Pávaszem                                 |
| Szilágyi László                                             | Csókos asszony                             | 1991.           | Komáromi Jókai Színház                                                | Pünkösdy Kató                            |
| Tadeusz Różewicz                                            | Fehér házasság                             | 1991.           | Komáromi Jókai Színház                                                | Paulina                                  |
| Vándorfi László                                             | Jézus Krisztus                             | 1991.           | Sümegi Vár                                                            | Magdaléna                                |
| William Shakespeare                                         | Romeo és Júlia                             | 1991.           | Veszprémi Petőfi Színház                                              | Júlia, Capuleték lánya                   |
| Zilahy Lajos                                                | Békebeli komédiák                          | 1991.           | Veszprémi Petőfi Színház                                              |                                          |
| Csukás István                                               | Mesélj, Münchhausen!                       | 1992.           | Veszprémi Petőfi Színház                                              | Amarilla                                 |
| Molnár Ferenc                                               | Liliom                                     | 1992.           | Veszprémi Petőfi Színház                                              | Juli                                     |
| Asztalos István                                             | Börtönmusical                              | 1992.           | Veszprémi Nyári Színház (Veszprémi Vár), Veszprémi Petőfi Színház     | Mary-Lou                                 |
| -                                                           | Barokk kori vigasságok                     | 1992.           | Veszprémi Nyári Színház (Veszprémi Vár)                               | Menyasszony                              |
| Sütő András                                                 | Vigyorgó búbánat                           | 1992.           | Veszprémi Petőfi Színház - Komáromi Bástya Színház                    | Kancsócska                               |
| Rejtő Jenő                                                  | Rejtő Jenő kabaréja                        | 1992.           | Veszprémi Petőfi Színház                                              | Ibi                                      |
| Sütő András                                                 | Vigyorgó búbánat                           | 1993.           | Veszprémi Petőfi Színház                                              | Kancsócska                               |
| Bohumil Hrabal                                              | Bambini di Praga                           | 1993.           | Veszprémi Petőfi Színház                                              | Nadja                                    |
| Csemer Géza                                                 | Dankó Pista                                | 1993.           | Veszprémi Petőfi Színház                                              | Joó Ilonka                               |
| Vándorfi László                                             | Jézus Krisztus                             | 1993.           | Veszprémi Petőfi Színház                                              | II. angyal                               |
| Sultz Sándor, Szalay Krisztina                              | Csipkerózsikaland                          | 1993.           | Veszprémi Petőfi Színház                                              |                                          |
| Nóti Károly (filmforgatókönyv), Zágon István                | Hyppolit, a lakáj                          | 1993.           | Veszprémi Petőfi Színház                                              | Terka, Schneiderék lánya                 |
| Szilágyi László                                             | Csókos asszony                             | 1994.           | Veszprémi Petőfi Színház                                              | Pünkösdy Kató                            |
| William Shakespeare                                         | Hamlet                                     | 1995.           | Veszprémi Petőfi Színház                                              | Ophélia, Polonius lánya                  |
| Örkény István                                               | Tóték                                      | 1995.           | Pécsi Harmadik Színház                                                | Ágika                                    |
| Martos Ferenc, Bródy Miksa                                  | Sybill                                     | 1996.           | kecskeméti Katona József Színház                                      | Sarah, zongoraművésznő                   |
| Szilágyi László                                             | Én és a kisöcsém                           | 1996.           | kecskeméti Katona József Színház                                      | Piri                                     |
| Sławomir Mrożek                                             | Tangó                                      | 1996.           | Veszprémi Petőfi Színház Latinovits Zoltán Játékszín                  | Ala, az unokahúg                         |
| Petőfi Sándor, Bakonyi Károly                               | János vitéz                                | 1996.           | kecskeméti Katona József Színház                                      | Iluska                                   |
| Federico García Lorca                                       | Yerma                                      | 1997.           | kecskeméti Katona József Színház                                      | Maria                                    |
| Tim Rice                                                    | Jézus Krisztus szupersztár                 | 1997.           | kecskeméti Katona József Színház                                      | Mária                                    |
| Per Olov Enquist                                            | A tribádok éjszakája                       | 2000.           | Veszprémi Petőfi Színház Latinovits Zoltán Játékszín                  | Marie Caroline David                     |
| Patrick Hamilton                                            | Gázláng                                    | 2003.           | Soproni Petőfi Színház Liszt Ferenc Konferencia és Kulturális Központ | Elisabeth                                |
| Zalán Tibor                                                 | Amese marad                                | 2003.           | Soproni Petőfi Színház Liszt Ferenc Konferencia és Kulturális Központ | Piros, Sándor felesége                   |
| Molnár Ferenc                                               | A hattyú                                   | 2004.           | Soproni Petőfi Színház                                                | Symphorosa, Beatrix húga                 |
| Szép Ernő                                                   | Kávécsarnok                                | 2004.           | Soproni Petőfi Színház Kisszínház                                     | Fanny                                    |
| Brandon Thomas                                              | Charley nénje                              | 2004.           | Soproni Petőfi Színház                                                | Donna Lucia d'Alvadorez, a Charley nénje |
| Hector Crémieux, Ludovic Halévy                             | Orfeusz az alvilágban                      | 2005.           | Magyar Színház                                                        | Vénusz                                   |
| Thuróczy Katalin                                            | Casting                                    | 2006.           | Soproni Petőfi Színház                                                | Barabás                                  |
| Romain Rolland                                              | Szerelem és halál játéka                   | 2006.           | Soproni Petőfi Színház Kisszínház                                     | Sophie de Courvoisier, Jerome felesége   |
| Ray Cooney                                                  | Páratlan páros                             | 2006.           | Soproni Petőfi Színház                                                | Mary Smith                               |
| Békeffi István                                              | A régi nyár                                | 2007.           | Soproni Petőfi Színház                                                | Mária, híres színésznő                   |
| Anton Pavlovics Csehov                                      | Három nővér                                | 2007.           | Soproni Petőfi Színház                                                | Mása Prozorov nővére                     |
| Gotthold Ephraim Lessing                                    | Bölcs Náthán                               | 2008.           | Evangélium Színház (Duna Palota)                                      | Szittah                                  |
| Pierre-Augustin Caron de Beaumarchais                       | Egy őrült nap, avagy Figaro házassága      | 2010.           | Bartók Kamaraszínház és Művészetek Háza                               | Rosina grófnő, Almaviva felesége         |
| Móricz Zsigmond, Szakonyi Károly                            | Rokonok                                    | 2013.           | Jászai Mari Színház, Népház                                           | Polgármesterné                           |
| Molière, Jean-Baptiste Poquelin, Petri György, Csehy Zoltán | Mizantróp                                  | 2016.           | Kassai Thália Színház                                                 | Celimene                                 |
| Tóth Ede                                                    | A falu rossza                              | 2016.           | Kassai Thália Színház                                                 | Csapóné                                  |

#### További, a Színházi Adattárban nem szereplő szerepei
| Szerző                                       | A darab címe                        | Bemutató dátuma | Színház                                    | Játszott szerep              | Forrás(ok)    |
| -------------------------------------------- | ----------------------------------- | --------------- | ------------------------------------------ | ---------------------------- | ------------- |
| Stanisław Ignacy Witkiewicz                  | Az őrült és az apáca                | 1996.           | Kecskeméti Katona József Színház           | Anna nővér                   | [ 6 ]         |
| Eisemann Mihály                              | Fiatalság, bolondság                | 2002.           | Komáromi Jókai Színház                     |                              | [ 8 ]         |
| Vajda Katalin                                | Anconai szerelmesek                 | 2004/2005.      | Békéscsabai Jókai Színház - Magyar Színház | Dorina (Tomao házvezetőnője) | [ 9 ] [ 10 ]  |
| Sarkadi Imre                                 | Oszlopos Simeon                     | 2005.           | Soproni Petőfi Színház                     | Zsuzsi                       | [ 10 ] [ 11 ] |
| Jean-Claude Danaud                           | Női kézimunka                       | 2007.           | Thália Színház                             | Özvegy                       | [ 10 ]        |
| John Kander Fred Edd - Bob Fosse             | Chicago                             | 2007.           | komáromi Jókai Színház                     | Morton mama                  | [ 12 ]        |
| Békeffi István és Kellér Dezső - Kálmán Imre | Csárdáskirálynő                     | 2008.           | komáromi Jókai Színház                     | Cecília                      | [ 13 ] [ 14 ] |
| Kálmán Imre                                  | Marica grófnő                       | 2012.           | Veszprémi Petőfi Színház                   | Liza                         | [ 9 ] [ 10 ]  |
| Daniel Defoe                                 | Moll Flanders, a szépséges tolvajnő | 2003.           | Millenáris Fogadó                          |                              | [ 9 ] [ 10 ]  |
| Tasnádi István                               | Finito (Magyar zombi)               | 2013.           | Komáromi Jókai Színház                     | Tigris Niki                  | [ 15 ] [ 16 ] |
| Lévay Szilveszter-Michael Kunze              | Mozart!                             | 2022            | Veszprémi Petőfi Színház                   | Császárné                    | [ 17 ]        |

### Filmes és televíziós szerepei
- 1991 Éjszaka (Balogh Zsolt dokumentum filmje a veszprémi Petőfi Színházról)

- 1996 Szamba - Üzemi titkárnő
- 2000 Hrabal: Bambini di Praga (a veszprémi Petőfi Színház előadása)
- 2004 P. Hamilton: Gázláng (a soproni Petőfi Színház előadása)
- 2004 Gázláng (tévéfilm) - Elisabeth
- 2005 Gershwin: Minden jó (musical táncest a kecskeméti Katona József Színház)
- 2005 J. Offenbach: Orpheus az alvilágban (a soproni Petőfi Színház előadása)
- 2006 R. Rolland: Szerelem és halál játéka - a Duna TV felvétele az olvasópróbától a bemutatóig
- 2008 Kaméleon - Bea nővér